# Hürtgenwald (bos)

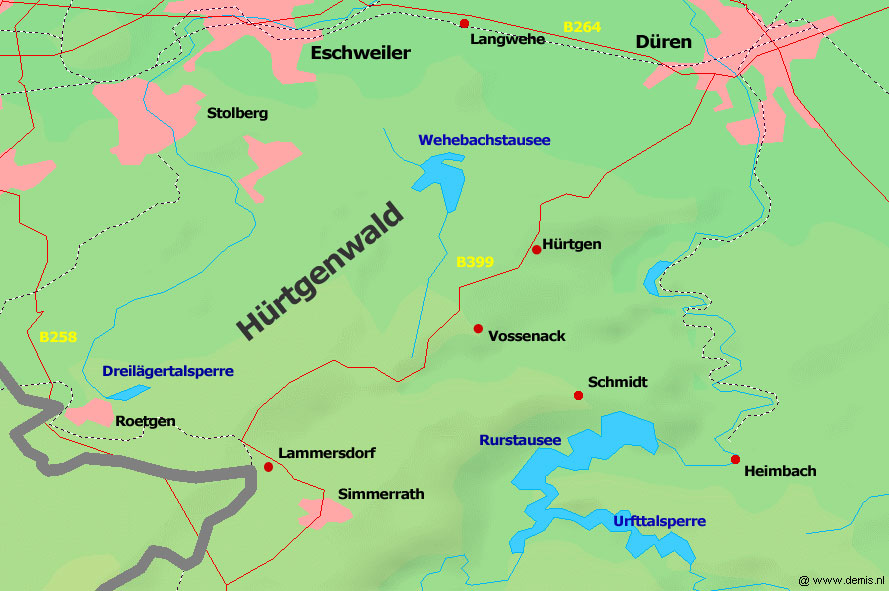
Locatie

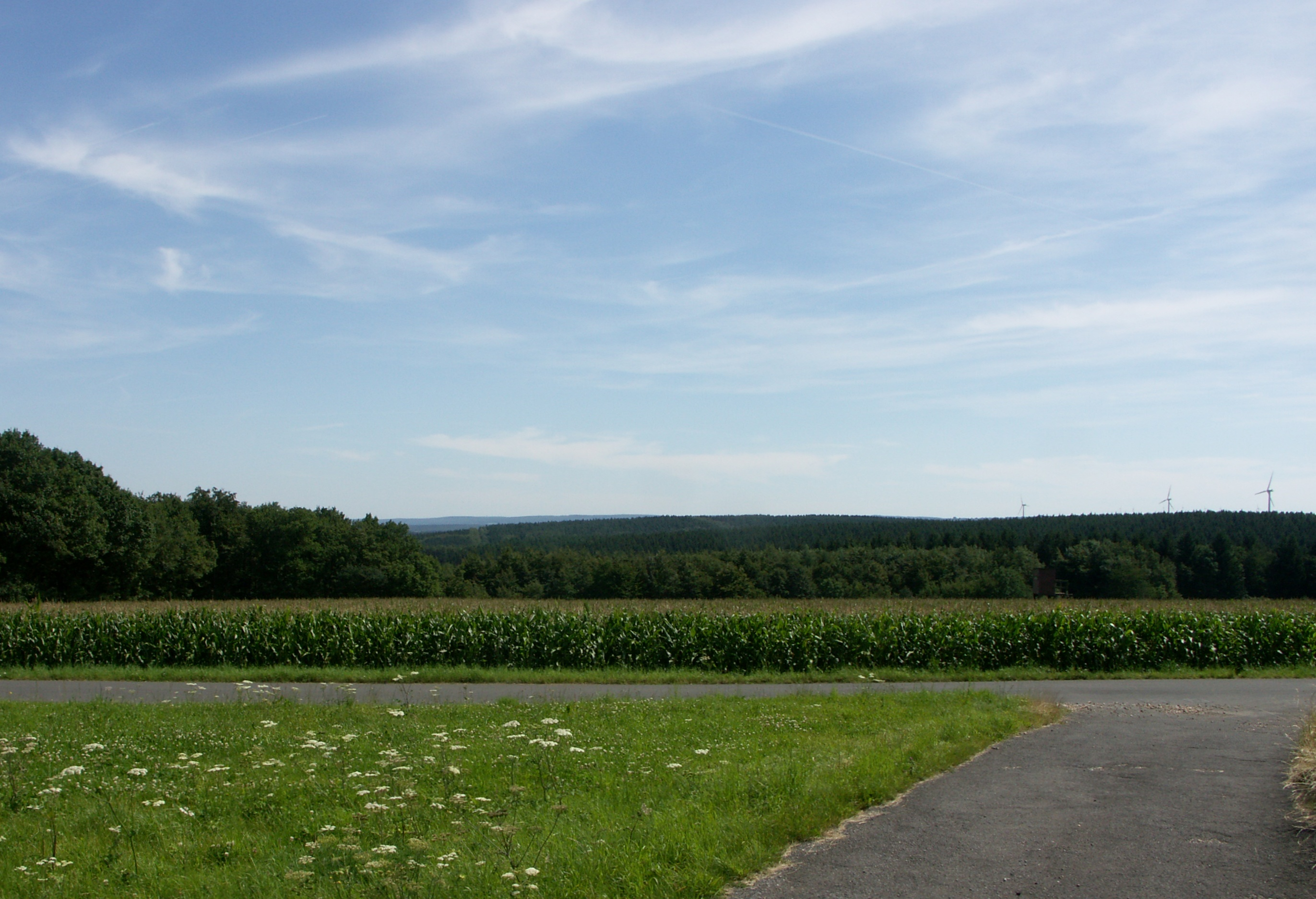
Landschap

Het Hürtgenwald is een bosgebied in Duitsland. Het ligt ten zuidoosten van Aken, in de Noord-Eifel, langs de grens met België en heeft een oppervlakte van circa 130 km².
Door het bos loopt een beek, de Rote Wehebach, waarin een stuwdam is aangelegd, de Wehebachtalsperre, met daarachter een stuwmeer. Het bos maakt deel uit van het Natuurpark Hoge Venen-Eifel. 
Het gebied wordt begrensd door de volgende steden en gemeenten:
- Stolberg, Schevenhütte, Langerwehe en Düren in het noorden
- Gey, Straß, Großhau, Kleinhau, Brandenberg, Bergstein en Nideggen in het oosten
- Schmidt, Strauch, Rollesbroich en Roetgen in het zuiden
- de weg Stolberg - Roetgen - Monschau in het westen

Tijdens de Tweede Wereldoorlog werd hier gedurende meer dan drie maanden in 1944-1945 hevig gevochten; zie Slag om het Hürtgenwald. Ten gevolge hiervan zijn nog steeds grote delen van het bosgebied nagenoeg ontoegankelijk. Er ligt veel onontplofte munitie, alsmede onontplofte granaten; een deel van dit oorlogstuig zit tegenwoordig enkele meters onder de grond of is in bomen ingegroeid. Daaronder zijn onontplofte mijnen van het type Glasmine 43, met een omhulsel van glas; deze kunnen niet door een metaaldetector worden opgespoord. Door de natuurlijke corrosie van sommige projectielen bestaat het gevaar van spontane ontbranding, met name als deze fosfor bevatten, dat bij blootstelling aan zuurstof in de lucht kan ontploffen. Vindt zo'n spontane ontploffing plaats bij droog en/of warm weer, dan bestaat het risico van een zeer grote bosbrand. Het gevaar wordt nog vergroot, doordat verzamelaars van oude munitie illegaal het bos in gaan en, vaak op onoordeelkundige, soms levensgevaarlijke  wijze, naar projectielen gaan zoeken en graven om hun collectie uit te breiden. 